# John Wesley Woodward
John Wesley Woodward (11 de setembro de 1879 – 15 de abril de 1912) nasceu em West Bromwich, Inglaterra em 11 de setembro de 1879, filho mais novo do casal Joseph e Martha Woodward.
Conhecido de todos como Wesley, se tornou músico profissional, tocando em Oxford e Eastbourne. Enquanto em Eastbourne se juntou aos outros músicos tocando nos navios transatlânticos da White Star Line.
Em 10 de abril de 1912 ele embarcou no RMS Titanic em Southampton em sua viagem inaugural. Cinco depois, em 15 de abril de 1912, o   navio colidiu um iceberg e ele e os outros músicos, que ficaram famosos por tocarem até os momentos finais do navio, pereceram no naufrágio. O corpo de Wesley Woodward nunca foi recuperado.